# Subselliflorae
Subselliflorae is een onderorde van neteldieren uit de klasse van de Anthozoa (bloemdieren).

## Families
- Halipteridae Williams, 1995
- Pennatulidae Ehrenberg, 1834
- Virgulariidae Verrill, 1868